# Göttinger Nobelpreiswunder
Göttinger Nobelpreiswunder war der Titel einer Ausstellung, die vom 28. Juni bis 15. September 2002 im Historischen Bibliothekssaal in der Paulinerkirche in Göttingen stattfand. Veranstalter waren die Georg-August-Universität Göttingen und die Niedersächsische Staats- und Universitätsbibliothek Göttingen; begleitend zur Ausstellung wurde ein Buch veröffentlicht.

## Konzept und Inhalt
Der Titel der Ausstellung bezieht sich auf die Tatsache, dass eine große Anzahl von Nobelpreisträgern mit der Stadt und der Universität Göttingen in Verbindung standen oder stehen. Die Ausstellung stellte dazu das Leben und die Arbeit von 44 Nobelpreisträgern vor.
Die Mehrzahl der mit Göttingen in Verbindung stehenden Nobelpreisträger erhielt den Preis in der ersten Hälfte des 20. Jahrhunderts. Weltweit wurde in diesem Zeitraum keine andere Universität so häufig in Verbindung mit einem Nobelpreis genannt wie Göttingen. Erst in der zweiten Hälfte des Jahrhunderts wurde Göttingen von amerikanischen Universitäten wie dem Massachusetts Institute of Technology überholt. Die Nobelpreise wurden überwiegend in den Bereichen Physik und Chemie verliehen, seltener in den Bereichen Medizin, Literatur sowie der Friedensnobelpreis.
Der Bezug der 44 in der Ausstellung behandelten Nobelpreisträger zur Stadt und Universität Göttingen ist sehr unterschiedlich. So wurden im Rahmen der Ausstellung neben Wissenschaftlern, die ihre gesamte akademische Laufbahn in Göttingen verbrachten, auch Forscher zum „Nobelpreiswunder“ gezählt, die nur einen relativ kurzen Aufenthalt in Göttingen hatten.

## Behandelte Personen
| Jahr | Name                            | Bereich   | Bezug zu Göttingen |
| ---- | ------------------------------- | --------- | --- |
| 1905 | Robert Koch                     | Medizin   | Student (1862–1866) |
| 1908 | Rudolf Eucken                   | Literatur | Student (1863–1866) |
| 1908 | Paul Ehrlich                    | Medizin   | Honorarprofessor (1904–1914) |
| 1908 | Ilja Iljitsch Metschnikow       | Medizin   | Student (1865/1866) |
| 1910 | Otto Wallach                    | Chemie    | Student (1867–1869), Professor (1889–1915), 1931 stirbt er in Göttingen |
| 1911 | Wilhelm Wien                    | Physik    | Student (1882), Mitglied der Akademie der Wissenschaften (1907) |
| 1914 | Max von Laue                    | Physik    | Student (1899–1902 und 1903–1905), Akademie der Wissenschaften (1921), Honorarprofessor (1947–1960), 1960 wird er in Göttingen begraben |
| 1914 | Theodore William Richards       | Chemie    | Auslandsjahr u. a. in Göttingen (1888/1889) |
| 1918 | Max Planck                      | Physik    | Mitglied der Akademie der Wissenschaften (1901), Wiedereinrichtung der Kaiser-Wilhelm-Gesellschaft (1945), Ehrenpräsident der Kaiser-Wilhelm-Gesellschaft (1946), gestorben und begraben in Göttingen (1947) |
| 1919 | Johannes Stark                  | Physik    | Habilitation (1900), Privatdozent (1900–1906), Mitglied der Akademie der Wissenschaften (1923) |
| 1920 | Walther Hermann Nernst          | Chemie    | Privatdozent (1890–1891), Professor (1891–1905), Mitglied der Akademie der Wissenschaften (1898–1905), wird 1952 in Göttingen beigesetzt |
| 1923 | Robert Andrews Millikan         | Physik    | Studienaufenthalt in Göttingen (1895–1896), Mitglied der Akademie der Wissenschaften (1926) |
| 1924 | Karl Manne Siegbahn             | Physik    | Student (1908), Mitglied der Akademie der Wissenschaften (1922) |
| 1925 | James Franck                    | Physik    | Student (1902), Professor (1921–1934), Mitglied der Akademie der Wissenschaften (1921), verstirbt 1964 in Göttingen |
| 1925 | Gustav Hertz                    | Physik    | Student (1906–1907), Mitglied der Akademie der Wissenschaften (1931), Unterzeichner der Göttinger Erklärung (1957) |
| 1925 | Richard Zsigmondy               | Chemie    | Professor (1908–1929), Direktor des Instituts für anorganische Chemie (1908–1929), verstirbt 1929 in Göttingen und wird dort begraben |
| 1927 | Ludwig Quidde                   | Frieden   | Student (1878–1881), Promotion (1881) |
| 1928 | Adolf Windaus                   | Chemie    | Professor (1915–1944), Mitglied der Akademie der Wissenschaften (1918), verstirbt 1959 in Göttingen und wird dort begraben (1959) |
| 1930 | Nathan Söderblom                | Frieden   | Mitglied der Akademie der Wissenschaften (1921) |
| 1932 | Werner Heisenberg               | Physik    | Student (1922/1923), Habilitation (1924), Privatdozent (1924–1926), Mitglied der Akademie der Wissenschaften (1937), Honorarprofessor (1946–1958), Direktor des Max-Planck-Instituts für Physik (1948–1958), Präsident des Deutschen Forschungsrates und der Akademie der Wissenschaften (1949–1951), Unterzeichner der Göttinger Erklärung (1957) |
| 1932 | Irving Langmuir                 | Chemie    | Student (1903–1906), Promotion (1906) |
| 1933 | Paul Dirac                      | Physik    | Studienaufenthalt (1926/1927), Aufenthalt (1928) |
| 1936 | Petrus Josephus Wilhelmus Debye | Chemie    | Professor (1914–1920), Mitglied der Akademie der Wissenschaften (1916), Gastprofessor (1961) |
| 1937 | Walter Norman Haworth           | Chemie    | Student (1909), Promotion (1910) |
| 1938 | Enrico Fermi                    | Physik    | Student (1923) |
| 1939 | Adolf Butenandt                 | Chemie    | Student (1924–1927), Promotion (1927), Habilitation (1931), Privatdozent (1931–1933), Mitglied der Akademie der Wissenschaften (1938), Präsident der Max-Planck-Gesellschaft (1960–1972) |
| 1943 | Otto Stern                      | Physik    | Mitglied der Akademie der Wissenschaften (1931) |
| 1944 | Otto Hahn                       | Chemie    | Mitglied der Akademie der Wissenschaften (1924), Präsident der Max-Planck-Gesellschaft (1946–1960), Unterzeichner der Göttinger Erklärung (1957), verstorben und begraben in Göttingen (1968) |
| 1945 | Wolfgang Pauli                  | Physik    | Assistent (1920–1921) |
| 1948 | Patrick Maynard Stuart Blackett | Physik    | Assistent (1924–1925) |
| 1953 | Sir Hans Adolf Krebs            | Medizin   | Student (1918–1919), Mitglied der Akademie der Wissenschaften (1971), Ehrendoktorwürde (1980) |
| 1954 | Max Born                        | Physik    | Student (1904–1907), Promotion (1906), Habilitation (1909), Privatdozent (1909–1915), Mitglied der Akademie der Wissenschaften (1920), Professor (1921–1933), Unterzeichner der Göttinger Erklärung (1957), verstirbt 1970 in Göttingen und wird dort begraben                                                                                     |
| 1954 | Walther Bothe                   | Physik    | Mitglied der Akademie der Wissenschaften (1933) |
| 1963 | Eugene Paul Wigner              | Physik    | Assistent (1927), Mitglied der Akademie der Wissenschaften (1951) |
| 1963 | Maria Goeppert-Mayer            | Physik    | Studentin (1924–1930), Promotion (1930) |
| 1967 | Manfred Eigen                   | Chemie    | Student (1945–1950), Promotion (1951), Wissenschaftlicher Mitarbeiter (1951–1953), Wissenschaftliches Mitglied der Max-Planck-Gesellschaft (1958), Direktor am Max-Planck-Institut für physikalische Chemie (1964), Honorarprofessor (1971), Ehrensenator (1987)                                                                                   |
| 1969 | Max Delbrück                    | Medizin   | Student (1926–1929), Promotion (1930/1931), Gastprofessor (1954) |
| 1971 | Gerhard Herzberg                | Chemie    | Postdoc (1928/1929) |
| 1989 | Wolfgang Paul                   | Physik    | Oberassistent (1942), Habilitation (1944), Privatdozent (1944–1950), Außerplanmäßiger Professor (1950–1952), Unterzeichner der Göttinger Erklärung (1957), Mitglied der Akademie der Wissenschaften (1982) |
| 1989 | Hans Georg Dehmelt              | Physik    | Student (1946–1950), Promotion (1950) |
| 1991 | Erwin Neher                     | Medizin   | Wissenschaftlicher Assistent (1973–1977), Habilitation (1983), Professor (1983), Honorarprofessor (1986), Mitglied der Akademie der Wissenschaften (1991) |
| 1991 | Bert Sakmann                    | Medizin   | Dissertation (1974), Wissenschaftlicher Assistent (1974–1979), Habilitation (1982), Wissenschaftliches Mitglied der Max-Planck-Gesellschaft (1983), Direktor der Abt. Zellphysiologie (1985–1988), Mitglied der Akademie der Wissenschaften (1992)                                                                                                 |
| 1999 | Günter Grass                    | Literatur | Schulbesuch in Göttingen |
| 2000 | Herbert Kroemer                 | Physik    | Student (1949–1952), Promotion (1952) |